# 坂井素思
坂井 素思（さかい もとし、1950年 - ）は、日本の経済学者・社会経済学者。専門は、社会経済学・文化経済学。社会的協力論、産業・消費の近代社会論、社会経済組織論（小規模組織論、中間組織論など）、椅子生活文化論の研究者。放送大学名誉教授。放送大学客員教授。学位は、博士（人間科学）（大阪大学）。

## 来歴
1950年に生まれ、長野県大町市と松本市で、野生林檎のごとく信州の山奥に根を張って育った。母は大町出身、母方の祖父に坂井政市。父は上諏訪出身。父方の曾祖父に土橋長兵衛、その兄土橋八千太がいる。
彼は子どもの遊びに共通にみられる、「知りたいという好奇心を持つこと。理解する喜びを感じること。伝えたいという気持ちを持ち続けること」というブルーノ・ムナーリの言葉に由来する、三つの人生の時代を生きてきた。第1の「好奇心の時代」、第2の「理解の時代」、第3の「伝達（コミュニケーション）の時代」。彼はこのムナーリの言葉を研究生活のモットーとも考え、いつもこの三つが重なるような研究を目指している。
松本市の才能教育幼児学園(スズキ・メソード）を卒園後、松本市立源池小学校で田舎生活の厳しさと安楽さを満喫し、少年期特有の「好奇心の時代」を過ごす。
東京に転居後、田無市立田無小学校・東京学芸大学附属大泉中学校・東京学芸大学附属高等学校・横浜国立大学経済学部において都市生活の影と光を経験しつつ、青春期における「理解の時代」を暮らす。横浜国立大学と東京大学で西部邁に師事。
1975年に東京大学大学院経済学研究科修士課程・博士課程単位取得退学から、財団法人余暇開発センター嘱託研究員と神奈川大学非常勤講師勤務で修業沈潜期を経て、1985年に放送大学教養学部助教授就任から疾風迅雷の社会生活に入る。放送大学の放送授業開始時（開学時）の教授会構成メンバー。大阪大学より博士（人間科学）の学位を取得。壮年から老年の「伝達（コミュニケーション）の時代」を迎える。2009年に放送大学教養学部准教授から教授。2023年から放送大学名誉教授。
『社会的協力論』（放送大学教育振興会、2020年）、『経済社会を考える』（同、2019年）、『貨幣・勤労・代理人-経済文明論』（放送大学選書、左右社、2017年）、『椅子クラフトはなぜ生き残るのか』（左右社、2020年）、『なぜ椅子をつくるのか』（Motoshimon Books、2021年）など著書多数。2013年から2020年まで、査読付研究誌「社会経営研究」と機関紙「社会経営ジャーナル」の編集・発行人を務める。

## 経歴

### 学歴
1955年木曽幼稚園（木曽福島上ノ段）入園。1957年才能教育幼児学園（スズキ・メソード）卒園。1957年松本市立源池小学校入学。1963年田無市立田無小学校卒業。1966年東京学芸大学附属大泉中学校卒業を経て。
- 1969年東京学芸大学附属高等学校卒業。
- 1975年横浜国立大学経済学部理論経済学科卒業。
- 1977年東京大学大学院経済学研究科修士課程修了。
- 1980年東京大学大学院経済学研究科博士課程単位取得退学。
- 2007年大阪大学大学院人間科学研究科人間科学博士学位取得（論文博士）[2]。

### 職歴
- 1976年財団法人余暇開発センター嘱託研究員。
- 1980年財団法人日本学術振興会奨励研究員。
- 1982年神奈川大学非常勤講師。
- 1982年「文部省教員組織審査」放送大学教養学部「経済学」担当助教授判定
- 1985年放送大学教養学部助教授。
- 2001年「文部科学省教員組織審査」放送大学大学院文化科学研究科修士課程「経済学」担当助教授判定。
- 2003年放送大学教養学部准教授。
- 2009年放送大学教養学部教授。
- 2014年「文部科学省教員組織審査」放送大学大学院文化科学研究科博士後期課程「経済学」担当教授判定。
- 2021年放送大学教養学部特任教授。
- 2023年放送大学教養学部名誉教授。

放送大学在職時には、学部「社会と産業」コース主任、大学院「社会経営科学」プログラム主任、評議員、学長補佐、教務委員長、過半数代表者などを歴任。
また以下の職を兼任。40年以上継続して兼任を勤めた神奈川大学経済学部非常勤講師をはじめとして、（財）家計経済研究所研究員、国立放送教育開発センター客員助教授、横浜商科大学商学部非常勤講師、お茶の水女子大学生活科学部非常勤講師、千葉科学大学薬学部・危機管理学部非常勤講師、山梨県立大学国際政策学部非常勤講師、早稲田大学文化構想学部現代人間論系非常勤講師など。

## 研究

### [初期]
初期研究では、「家計経済原理」が追究された。余暇開発センターと家計経済研究所に所属していた研究員時代に、余暇時間と家計経済のプーリング機能などの「非効率的な経済原理」が、なぜ家計経済に存在するのかが研究された。
この「なぜ効率的な原理を求める市場や政府の近代システムの中に、非効率な家計原理が成り立つのか」という視点は、当時の近代経済学における合理的家計論やマルクス主義フェミニズムの家計論と対立したが、家計組織の独自原理の解明に貢献した。その成果は、雑誌「家計経済研究」および書籍『家庭の経済』に発表されている。
また、このような研究は、中期以降の木製椅子製造産業などの研究においても、非効率で小生産の組織研究として継続されてきている。「なぜ効率が追求される大企業体制優位の近代社会で、非効率で小規模な生産組織が維持されるか」という点が、『椅子クラフトはなぜ生き残るのか』で検討されている。

### [中期]
中期研究では、「経済組織論」探究に特色がある。家計組織、企業組織、公共組織などの中間組織研究が行われた。「中間こそ社会の本質である」というのが、大学ゼミでの発言や公表論文に現れている。個人と社会の中間を媒介する経済組織に注目している。
「なぜ媒介が経済組織で発達するのか」ということの解明を重視し、近代経済社会の特色を解明する中で、単に企業組織論と市場組織論という近代組織論の典型に拘泥するのではなく、機能的メディア論・象徴的相互作用論・社会的ネットワーク論のなどの中間媒介論の成果を取り入れた。とくに、権力と貨幣以外のメディアである互酬制論の系譜を重視するようになり、メディアの相互作用に注目するようになった。ポラニー、マルセル・モース、そしてレヴィ=ストロースを拠り所にして、潜在的な機能である信頼や愛情の問題において、中間組織の存在意義のあることが追究されている。
これらは『経済文明論』『経済社会の現代』『産業社会と消費社会の現代』などの著作の中心的なテーマとなっている。

### [中期以後]
中期以後の研究では、近代社会における「組織経済の限界」に注目している。「近代社会がなぜ失敗してきたのか」という社会経済特性を説明するために、社会における「1者関係・2者関係・3者関係論」という推論形式を導入した。
彼は制度学派の研究手法を採用し、市場理論と公共経済理論に批判的な立場から、この三者関係を重視した「社会的協力論」を提唱した。新たに「オルソンのパラドックス」や「プリンシパル・エージェント問題」と結びつく論理的な推論を試行している。この推論形式を用いて、近代社会の3つの関係性タイプを提案した。それは、「一者関係」としての官僚的支配と技術的拡大、「二者関係」としてのサービス経済化やビジネス経済の求められる関係、「三者関係」としての社会の信頼性と社会的ネットワークである。つまり、権力は一方向の人間関係を形成し、貨幣は相互的な人間関係を築き、信頼は全体給付的な互酬的な人間関係を構成しているとされる。
これらの関係性タイプにおいて、社会メディアとしての権力、貨幣、信頼が人間社会の相互作用と構造において重要な役割を果たしていると考える。「なぜ近代社会で二者関係だけでなく三者関係を必要としているのか」を明らかにした点が評価される。このような彼の理論は、著書『経済社会を考える』『改訂版 社会的協力論』などでまとめられている。
共著『経済社会を考える』では、間々田孝夫著『21世紀の消費』が唱える「消費三相理論」をめぐっての議論が展開され、社会における「1者関係・2者関係・3者関係論」に関しては、奈良由美子著『生活リスクマネジメント』とゼミ参加者との議論が『改訂版 社会的協力論』で検討され、理論的展開を見せている。「1者関係・2者関係・3者関係」論の応用例として、社会時間論が試みられている。

## 著書

### 単著
- 『経済社会論』（放送大学教育振興会, 1990年）
- 『家庭の経済―家計と市場をめぐるひとつの解釈』（放送大学教育振興会、1992年）
- 『経済文明論―産業社会の制度的起源を探る』（放送大学教育振興会、1994年）
- 『経済社会の現代―消費社会と趣味の貨幣文化』（放送大学教育振興会, 1998年）
- 『産業社会と消費社会の現代―貨幣経済と不確実な社会変動』（放送大学教育振興会、2003年）
- 『経済社会の考え方』（放送大学教育振興会、2007年）
- 『社会経済組織論 ー 社会的協力はいかに可能か』（放送大学教育振興会、2010年）
- 『社会的協力論―協力はいかに生成され、どこに限界があるか-』（放送大学教育振興会、2014年）
- 『貨幣・勤労・代理人ー経済文明論』（左右社、2017年）
- 『椅子クラフトはなぜ生き残るのか』（左右社、2020年）
- 『改訂版 社会的協力論―いかに近代的協力の限界を超えるか』（放送大学教育振興会、2020年）

### 共編著
- （岩永雅也・橋本裕藏）『社会科学入門――社会の総合的理解のために』（放送大学教育振興会、1997年） (共編著, 本人担当:第1章・第6章・第13章・第15章)
- （林敏彦・佐賀卓雄）『消費者と証券投資』（放送大学教育振興会、2007年） (共編著, 本人担当:第2章）
- （高橋和夫 ）『市民と社会を生きるために--実践のすすめ--』（放送大学教育振興会、2009年） (共編著者, 本人担当:第1章・第3章・第11章)
- （青山昌文）『社会の中の芸術 -- 料理・食・芸術文化を中心として --』（放送大学教育振興会、2010年） (共編著, 本人担当:第2章・第3章・第4章・第5章・第6章)
- （岩永雅也）『格差社会と新自由主義』（放送大学教育振興会、2011年）(共編著, 本人担当：第3章・第4章・第5章)
- （間々田孝夫）『経済社会を考える - 消費・産業の様式（モード）とアンサンブル -』（放送大学教育振興会、2019年） (共編著, 本人担当:第9章・第10章・第11章・第12章・第13章・第14章・第15章）
- （指田哲生・指田益子）『なぜ椅子をつくるのか』（Motoshimon Books、2021年）

### 共著（分担執筆）
- 『比較経済・経営・社会』（放送大学教育振興会、1986年）（共著・分担執筆, 本人担当：第4章・第5章・第6章・第7章・第13章・第14章)
- 『家庭の経済』（放送大学教育振興会、1988年）（共著・分担執筆, 本人担当：第2章・第4章・第6章・第10章・第12章・第14章)
- 『経済思想 : 市場社会の変容』（放送大学教育振興会、1992年）（共著・分担執筆, 本人担当：第1章・第8章・第10章・第13章・第14章)
- 『高齢化社会の生活と福祉』（放送大学教育振興会、1992年）（共著・分担執筆, 本人担当：第3章、第24章)
- 『変動する日本社会』（放送大学教育振興会、1993年）（共著・分担執筆, 本人担当：第10章・第12章・第13章・第14章)
- 『変動する社会と暮らし』（放送大学教育振興会、2002年）（共著・分担執筆, 本人担当：第2章・第3章・第4章)
- 『情報と社会』（放送大学教育振興会、2006年）（共著・分担執筆, 本人担当：第3章・第4章)
- 『新版 変動する社会とくらし』（放送大学教育振興会、2007年）（共著・分担執筆, 本人担当：第3章・第10章)
- 『市民と社会を考えるために』（放送大学教育振興会、2007年）（共著・分担執筆, 本人担当：第5章)
- 『市民と社会を知るために : 名著に触れよう』（放送大学教育振興会、2008年）（共著・分担執筆, 本人担当：第3章)
- 『経済政策』（放送大学教育振興会、2009年）（共著・分担執筆, 本人担当：第10章)
- 『市民と社会を考えるために 改訂版』（放送大学教育振興会、2011年）（共著・分担執筆, 本人担当：第5章)
- 『改訂版 消費者と証券投資』（放送大学教育振興会、2011年）（共著・分担執筆, 本人担当： 第2章)
- 『多様なキャリアを考える』（放送大学教育振興会、2015年）（共著・分担執筆, 本人担当：第2章・第3章・第4章)
- 『グローバル化と私たちの社会』（放送大学教育振興会、2015年）（共著・分担執筆, 本人担当： 第1章（原田順子氏と共著）・ 第11章)
- 『音を追究する』（放送大学教育振興会、2016年）（共著・分担執筆, 本人担当：第13章・ 第14章)
- 『日本語アカデミックライティング』（放送大学教育振興会、2017年）（共著・分担執筆, 本人担当：第6章・第7章)
- 『色と形を探究する』（放送大学教育振興会、2017年）（共著・分担執筆, 本人担当：第12章・第13章・第14章)
- 『都市と農山村からみる身近な経済』（放送大学教育振興会、2018年）（共著・分担執筆, 本人担当：第5章・第8章・第14章)

以上、放送大学シラバス検索。「放送大学学部開設予定授業科目講義内容」「放送大学大学院開設予定授業科目講義内容」を参照。

## テレビ授業ビデオ・ラジオ授業録音の制作
| 公開期間              | 放送授業科目名                                              | メディアの種類                       | 共同制作者 |
| 1986年4月 - 1990年3月 | 「比較経済・経営・社会 - 多様化する組織のなかで」           | （放送大学ラジオ放送科目）           | 加藤秀俊・堀内正博 |
| 1988年4月 - 1992年3月 | 「家庭の経済」                                              | （放送大学ラジオ放送科目）           | 今井光映・古郡靹子 |
| 1990年4月 - 1994年3月 | 「経済社会論」                                              | （放送大学ラジオ放送科目）           | 全15回本人担当 |
| 1992年4月 - 1996年3月 | 「家庭の経済 - 家計と市場をめぐるひとつの解釈」             | （放送大学ラジオ放送科目）           | 全15回本人担当 |
| 1992年4月 - 1996年3月 | 「高齢化社会の生活と福祉」                                  | （放送大学ラジオ放送科目）           | 鬼頭昭三・大久保孝治・仲村優一・星薫・織田尚生・三ッ木任一・酒井豊子・今井悦子                                                 |
| 1993年4月 - 1997年3月 | 「変動する日本社会」                                        | （放送大学ラジオ放送科目）           | 阿部齊・藤本哲也・岩永雅也・江原由美子・猪股孝史・島田裕巳・中野勝郎・金井貴嗣・星野英一・嘉治元郎                             |
| 1994年4月 - 1998年3月 | 「経済文明論」                                              | （放送大学テレビ放送科目）           | 全15回本人担当 （ゲストスピーカー：en:Leslie Hannah、en:Oliver E. Williamson、en:Geoffrey Hodgson、en:Tamara Hareven）         |
| 1997年4月 - 2001年3月 | 「社会科学入門 - 社会の総合的理解のために」                 | （放送大学テレビ放送科目）           | 岩永雅也・橋本裕蔵・川出良枝・高橋和夫                                                                                         |
| 1998年4月 - 2002年3月 | 「経済社会の現代 - 消費社会と趣味の貨幣文化」               | （放送大学テレビ放送科目）           | 全15回本人担当 |
| 2002年4月 - 2006年3月 | 「変動する社会とくらし」                                    | （放送大学ラジオ放送科目）           | 本間博文・仙波純一・近藤喜代太郎・臼井永男・今井悦子・酒井豊子・赤木昭夫・原ひろ子                                             |
| 2003年4月 - 2007年3月 | 「産業社会と消費社会の現代 - 貨幣経済と不確実な社会変動」   | （放送大学テレビ放送科目）           | 全15回本人担当 |
| 2006年4月 - 2010年3月 | 「情報と社会」                                              | （放送大学テレビ放送科目）           | 林敏彦・山岡龍一・天川晃・砂押以久子・浅川達人・中村伊知哉・柏倉康夫                                                           |
| 2007年4月 - 2011年3月 | 「経済社会の考え方」                                        | （放送大学ラジオ放送科目）           | 全15回本人担当 |
| 2007年4月 - 2011年3月 | 「市民と社会を考えるために」                                | （放送大学ラジオ放送科目）           | 天川晃・高木保興・浅川達人・山田辰雄・高橋和夫・山岡龍一・船津衛・中嶋士元也・河合明宣・林敏彦・丹保憲仁・原島良成             |
| 2007年4月 - 2011年3月 | 「消費者と証券投資」                                        | （放送大学テレビ放送科目）           | 林敏彦・奈良由美子・戸井佳奈子・池尾和人・佐賀卓雄・高橋文郎・高橋元                                                           |
| 2007年4月 - 2011年3月 | 「新版 変動する社会とくらし」                               | （放送大学ラジオ放送科目）           | 藤原康晴・安田憲司・中谷延二・本間博文・宮下充正・多田羅浩三                                                                   |
| 2008年4月 - 2012年3月 | 「市民と社会を知るために - 名著に触れよう」                 | （放送大学ラジオ放送科目）           | 林敏彦・山岡龍一・原島良成・天川晃・浅川達人・中嶋士元也・山田辰雄・船津衛・高橋和夫                                           |
| 2009年4月 - 2013年3月 | 「経済政策」                                                | （放送大学大学院テレビ放送科目）     | 林敏彦・野間敏克・新井圭太・伊藤勝久・坂田裕輔                                                                                 |
| 2009年4月 - 2014年3月 | 「市民と社会を生きるために - 実践のすすめ」                 | （放送大学ラジオ放送科目）           | 高橋和夫・高木保興・林敏彦・天川晃・山岡龍一・船津衛・原島良成                                                                 |
| 2010年4月 - 2013年3月 | 「社会経済組織論 - 社会的協力はいかに可能か」               | （放送大学大学院ラジオ放送科目)      | 全15回本人担当 |
| 2010年4月 - 2014年3月 | 「社会の中の芸術 - 料理・食・芸術文化を中心として」         | （放送大学テレビ放送科目）           | 青山昌文・宮下規久朗 |
| 2011年4月 - 2015年3月 | 「改訂版 消費者と証券投資」                                 | （放送大学テレビ放送科目）           | 林敏彦・奈良由美子・池尾和人・佐賀卓雄・高橋文郎・高橋元                                                                       |
| 2011年4月 - 2015年3月 | 「格差社会と新自由主義」                                    | （放送大学テレビ放送科目）           | 岩永雅也・宮本みち子・山岡龍一・田渕六郎                                                                                       |
| 2011年4月 - 2015年3月 | 「市民と社会を考えるために（改訂版）」                      | （放送大学ラジオ放送科目）           | 天川晃・高木保興・高橋和夫・山岡龍一・船津衛・林敏彦・原島良成                                                                 |
| 2014年4月 - 2018年3月 | 「社会的協力論 - 協力はいかに生成され、どこに限界があるか」 | （放送大学大学院ラジオ放送科目)      | 全15回本人担当 |
| 2015年4月 - 2019年3月 | 「グローバル化と私たちの社会」                              | （放送大学ラジオ放送科目）           | 高木保興・高橋和夫・原田順子・齋藤正章・北川由紀彦・森岡淸志・河合明宣・岡田光正・梅干野晁・來生新・道幸哲也・御厨貴・山岡龍一 |
| 2015年4月 - 2019年3月 | 「多様なキャリアを考える」                                  | （放送大学テレビ放送科目）           | 原田順子・角方正幸・道幸哲也・森岡淸志                                                                                         |
| 2016年4月 - 2020年3月 | 「色と形を探究する」                                        | （放送大学テレビ放送科目）           | 二河成男・佐藤仁美 (臨床心理学者)・吉岡一男・大橋理枝                                                                          |
| 2016年4月 - 2023年3月 | 「音を追究する」                                            | （放送大学ラジオ授業科目)            | 大橋理枝・岸根順一郎・佐藤仁美 (臨床心理学者)・高松晃子・亀川徹                                                                |
| 2017年4月 - 2021年3月 | 「日本語アカデミックライティング」                          | （放送大学ラジオ授業科目)            | 草光俊雄・滝浦真人・岩永雅也・吉岡一男                                                                                         |
| 2018年4月 - 2023年3月 | 「都市と農山村からみる身近な経済」                          | （放送大学ラジオ授業科目)            | 伊藤勝久・坂田裕輔・新井圭太                                                                                                   |
| 2019年4月 - 2025年3月 | 「経済社会を考える」                                        | （放送大学ラジオ授業科目)            | 間々田孝夫 |
| 2020年4月 - 2025年3月 | 「椅子クラフツ文化の社会経済学」                            | （放送大学オンライン授業科目)        | 全8回本人担当 |
| 2020年4月 - 2025年3月 | 「改訂版 社会的協力論」                                     | （放送大学大学院ラジオ授業科目)      | 全15回本人担当 |
| 2021年4月 - 2025年3月 | 「『貨幣・勤労・代理人』文献講読」                          | （放送大学大学院オンライン授業科目） | 全8回本人担当 |
| 2023年4月 - 2027年3月 | 「時間を究める」                                            | （放送大学オンライン授業科目)        | 大橋理枝・岸根順一郎・佐藤仁美 (臨床心理学者)・高松晃子・亀川徹・井出訓・魚住孝至                                              |

以上、放送大学附属図書館所蔵（オンライン授業科目は除く）。次の放送大学シラバス検索を参照。「放送大学学部開設予定授業科目講義内容」「放送大学大学院開設予定授業科目講義内容」を参照。

## 関連人物

### 大学院生時代の関連人物
1975年4月坂井は東大大学院修士課程へ入学。当初から西部ゼミの博士課程ゼミに組み入れられた。ゼミではすでに、東洋経済新報社の論文集の作成にとりかかっており、その討論がそのままゼミ授業となった。駒場２号館でのゼミが終わると、渋谷や新宿などへ繰り出し、夜なか中議論が続いた。教室での指導より、酒場での非公式の議論の方に圧倒的な影響を受けたとされる。その後、村上ゼミのもとで、東洋経済新報社の経済学大辞典の項目作成にこのゼミが移行することになる。
- 西部邁・村上泰亮・吉沢英成・杉村芳美・宮本光晴・佐伯啓思・間宮陽介・佐藤光・八木甫・松原隆一郎・木前利秋

### 研究会時代の関連人物
1986年に家計経済研究所研究員を兼任する。坂井は家計経済をめぐっての研究会を主宰あるいは参加することになる。家計研の研究員たちだけでなく、お茶の水女子大学の御船美智子教授グループとの研究会が組織された。近代経済学の理論とマルクス主義フェミニズムが主流の家計経済学の状況の中で、それらとは異なる家計の組織原理と社会原理が追求された。これらは『季刊家計経済研究』誌の記事となって流布された。もう一つの研究会は、横浜国大の若手チームとの共同作業として成立した。放送大学の世田谷学習センターが移転し、渋谷学習センターが2013年4月に開設されることになり、ここで読書会形式の夜間面接授業「現代の経済・経営書を読む」が企画された。
- 御船美智子・重川純子・中川英子・馬場康彦・色川卓男・影山摩子弥・永井暁子・濱本知寿香・久木元真吾・清水雅貴・其田茂樹・鈴木理彦・天笠邦一・平敷卓

### 放送大学 神奈川・千葉学習センター時代の関連人物
1985〜2008年の間に、坂井は神奈川学習センターと千葉学習センターに所属して、放送大学の本部での教材制作と同時に、学習センター活動を手伝うことになった。学習センターでの面接授業・卒論研究指導、学習相談、行事のスピーチ、バス研修旅行の引率、同好会の顧問・サポートなど学生との交流に力を尽くした。とりわけ、学習センターの機関誌発行と学園祭への参加に努力している。
- 浜口允子、徳井淑子、星薫、高橋和夫、宮代彰一、宮崎基嘉、神代和欣（和俊）、新飯田宏、 笠原潔、藤井洋子、原田順子、隈部正博、濱田嘉昭、柏倉康夫、大石和欣、奈良由美子

### 放送大学での共同制作関連人物
1985年制作のラジオ授業科目『比較経済・経営・社会』から2023年制作のOL授業科目『時間を究める』に至る38年間に約38科目の放送教材を作ってきている。これらの中で、単独で担当したものも『家庭の経済』から『改訂版社会的協力論』まであったが、多くは他の制作者たちとの共同制作であった。共同制作者の意図がそれぞれに反映されることが通常の大学講義と異なっていた。「放送大学学部開設予定授業科目講義内容」「放送大学大学院開設予定授業科目講義内容」を参照。
- 青山昌文・大久保孝治・星薫・阿部齊・川出良枝・本間博文・林敏彦・山岡龍一・天川晃・浅川達人・柏倉康夫・高木保興・山田辰雄・高橋和夫・船津衛・河合明宣・丹保憲仁・原島良成・奈良由美子・野間敏克・宮本みち子・原田順子・齋藤正章・北川由紀彦・森岡淸志・來生新・岡田光正・梅干野晁・道幸哲也・二河成男・佐藤仁美 (臨床心理学者) ・大橋理枝・岸根順一郎・岩永雅也・草光俊雄・滝浦真人・間々田孝夫

### 研究誌「社会経営研究」「社会経営ジャーナル」発行時代・比較地域研究会時代の関連人物
査読付き研究誌「社会経営研究」は、第1号2013年11月1日発行（ISSN2188-1065）から第８号2020年11月1日発行に至る7年間にわたって発行された。同時に、機関誌「社会経営ジャーナル」は、第1号2013年11月1日発行（ISSN2188-1073）から第８号2020年11月1日発行まで続けられた。坂井は編集者兼発行人、さらに査読者として発行全般に参加している。
- 田口一博、楠田弥恵、堀田耕作、大河原公夫、植林茂、森田俊一郎、松本清康、岡村秀寿、高木美智代、泉谷和昭、小笹鉄文、山岡泰幸、丸谷明彦、竹内孝、山田潔、久間繁秋、吉田亮太、久野聡、雨宮宏司、水野治、小栁絵津子、田中富雄、中条大祐、村尾和俊、土崎雄祐、宇田優子、織田祐子、齋藤貴之、朝日直子、山口任見、山田直子、齋藤文彦、塚島順一、大島一樹、今村敦剛、前田有美絵、佐藤八重子、池末成明、小林公子、横山英明、横田直和、垣谷江里子

### 湯宿温泉(群馬県)合宿時代の関連人物
放送大学の教養学部再編成で、「社会と経済」コースと「産業と技術」コースが合併することになり、両コースのカリキュラム編成を再検討する必要があった。また、同時に大学院の科目編成も話し合われた。このため、毎年の年度末に将来構想を議論する場として群馬県の湯宿温泉が選ばれ、泊まり込みで議論が行われてきた。カリキュラム編成の成果については、以下の資料を参照。「放送大学学部開設予定授業科目講義内容」「放送大学大学院開設予定授業科目講義内容」を参照。
- 河合明宣・高木保興・山岡龍一・原田順子・齋藤正章・北川由紀彦・森岡淸志・來生新・岡田光正・梅干野晁・道幸哲也・松原隆一郎・松井美樹・柳原正治・李鳴・原武史・白鳥潤一郎・児玉晴男・池田龍彦・小寺山亘・迫田章義・堀部安嗣・宮城俊作・仙田満・古橋元・玉野和志・桑田学・安藤昌子

### 「グレイン・ノート」工芸店取材時代の関連人物
2014〜2021年に、坂井は信州松本市にある木工工芸店「グレイン・ノート Grain Note」の椅子展を取材し、次の方々へのヒアリングを行い、書籍『椅子クラフトはなぜ生き残るのか』『なぜ椅子をつくるのか』と数本のビデオを制作している。
- 浅村治利、奥田忠彦、小田時男、片岡清英、片岡紀子、金澤知之、木村毅、小山利明、酒井隆司、指田哲生、指田益子、島村克一、園田勝幸、谷口泉、寺下健太、羽柴完、羽柴弦、藤牧敬三、藤原哲二、豊福重徳、牧瀬昌弘、牧瀬福次郎、増山博、松本勝行、森山憲二、矢倉保男、山形英三、横澤孝明

### 放送大学博士後期課程における関連人物
放送大学博士後期課程が2014年に発足し、2017年から修了生が出ることになった。博士課程であるから、専門性が重視されることには相違ないが、放送大学特有の教育方針として、専門性だけに特化する従来の博士課程ではなく、教養と専門とを融合するような、いわゆるT型あるいはW型の教育研究体制をとることが宣言された。たとえば、坂井は奈良ゼミ・石丸ゼミとの協力の中で、社会の中で行為「する側」と「される側」を超えて、もう一つの「第３の立場」を描く論文作成を主導した。これらの方針を実現するために、主研究指導教員・メジャー分野副研究指導教員・マイナー分野副研究指導教員の３人体制で研究指導を行なった。さらに、論文審査には、学外からの審査教員が加わる体制が取られた。
- 奈良由美子・石丸昌彦・宮本みち子・花田信弘・小林富貴子・田城孝雄・戸ｹ里泰典・横井正之・森岡淸志・北川由紀彦・影山摩子弥・古川隆司・岩永雅也・小川正人・米澤彰純・中田晃・池邊このみ・篠崎一成・井出訓・寺崎仁・峯有佳・原田順子・隈部正博・永田晃也・西村文享・福田収一・杉本洋一・大曽根寛・亀井克之・古川彰洋・青山昌文・安齋久美子